# St. Vitus (Grucking)

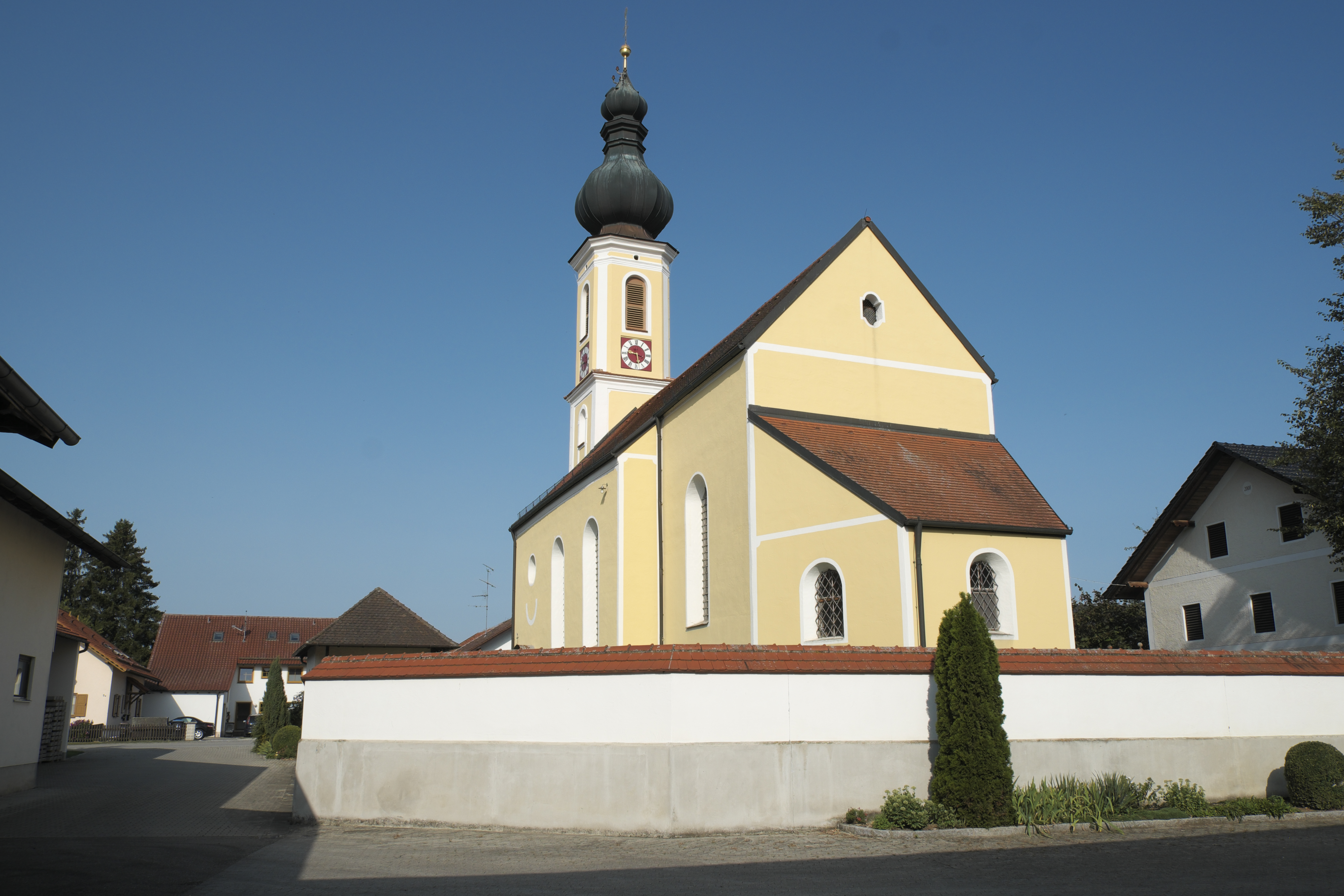
Filialkirche St. Vitus

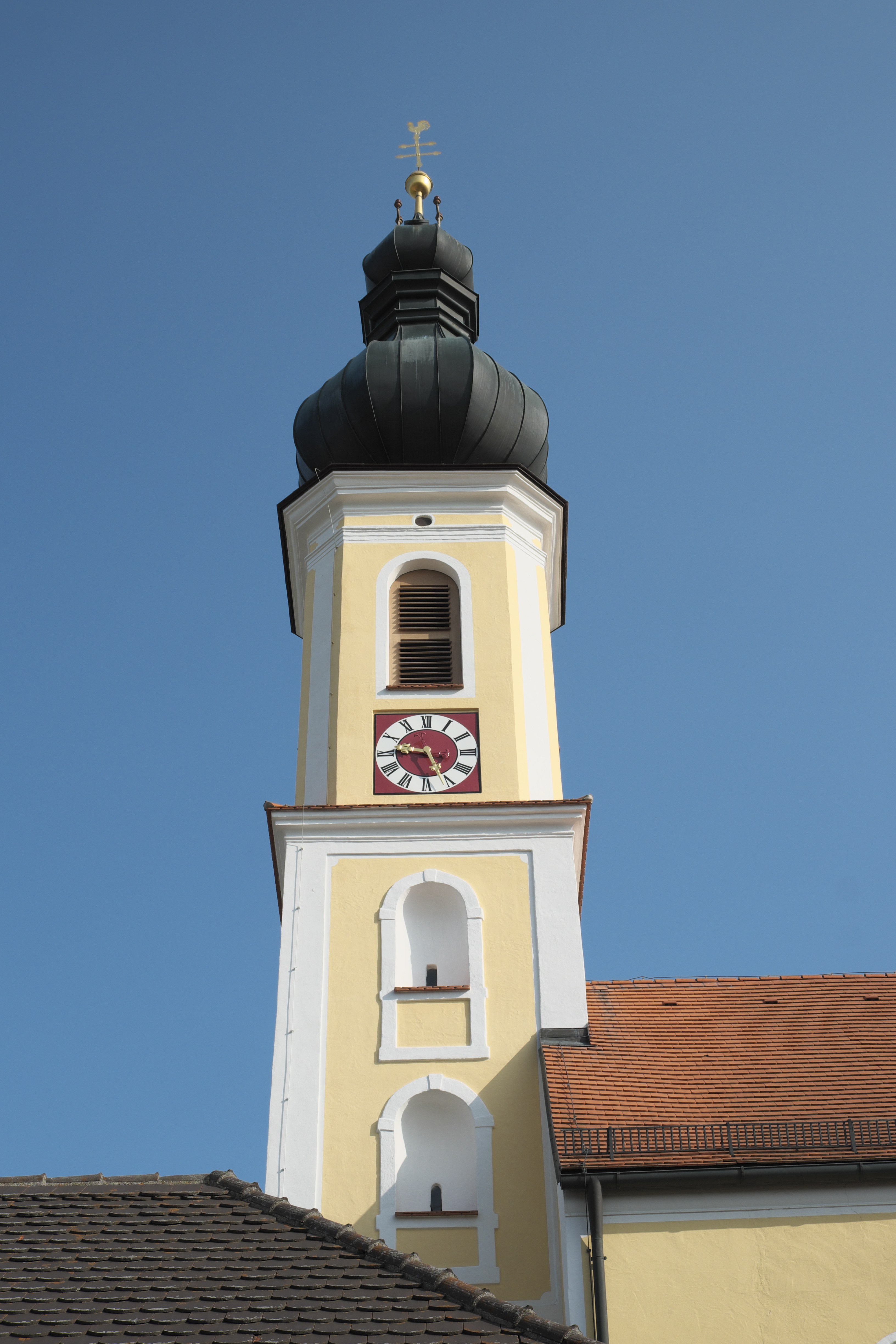
Glockenturm

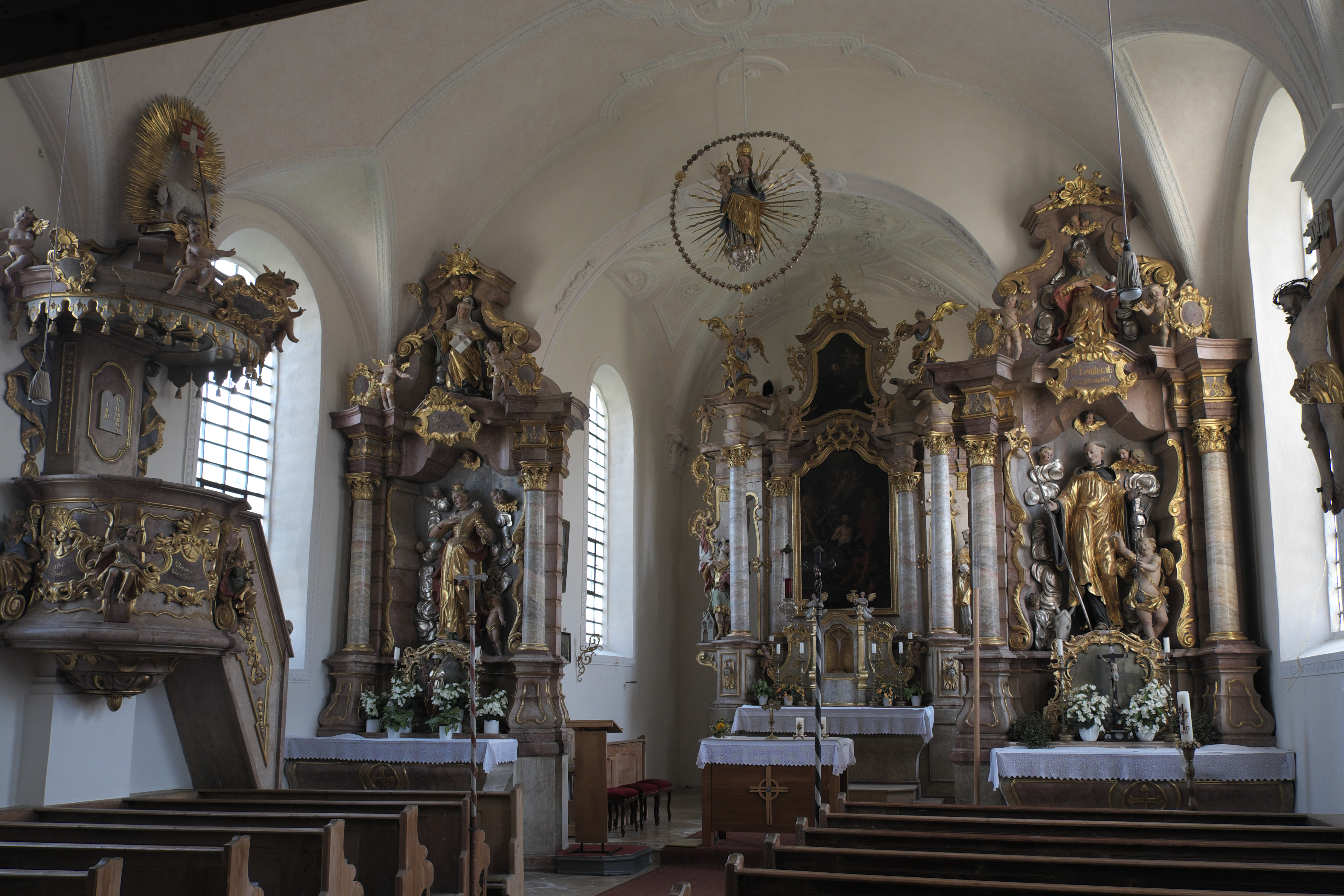
Innenraum

Die katholische Filialkirche St. Vitus in Grucking, einem Ortsteil der Gemeinde Fraunberg im oberbayerischen Landkreis Erding, wurde 1670 an der Stelle einer wesentlich älteren Vorgängerkirche errichtet. Die Kirche ist dem heiligen Vitus geweiht, bis ins 18. Jahrhundert wurde der heilige Ägidius als Nebenpatron verehrt.

## Geschichte
Die Kirche wird 1315 erstmals als Filialkirche von Langengeisling erwähnt. Die heutige Kirche wurde 1670 durch den Erdinger Maurermeister Hans Kogler im Stil des Barock errichtet, 1674 fand die Kirchenweihe statt. Im Jahr 1680 wurde ein neuer Glockenturm gebaut, der 1749 durch den heutigen Turm des Maurermeisters Johann Baptist Lethner ersetzt wurde.

## Architektur

### Außenbau
An der Westfassade erhebt sich der mit einer Doppelzwiebel gedeckte Turm. In den unteren Geschossen sind Rundbogennischen mit schießschartenartigen Öffnungen eingeschnitten. Im Osten ist an den Chor die Sakristei angefügt.

### Innenraum
Das einschiffige Langhaus ist in drei Joche gegliedert, der eingezogene Chor ist rechteckig geschlossen. Chor und Langhaus werden von Stichkappentonnen gedeckt, die auf deutlich aus der Wand ragenden Pilastern aufliegen. Im Langhaus sind die Pilaster mit Gebälk bekrönt, im Chor sind sie mit korinthisierenden Kapitellen verziert. Der Stuckdekor mit geometrischen Formen und Monogrammen stammt noch aus der Bauzeit der Kirche.

## Empore

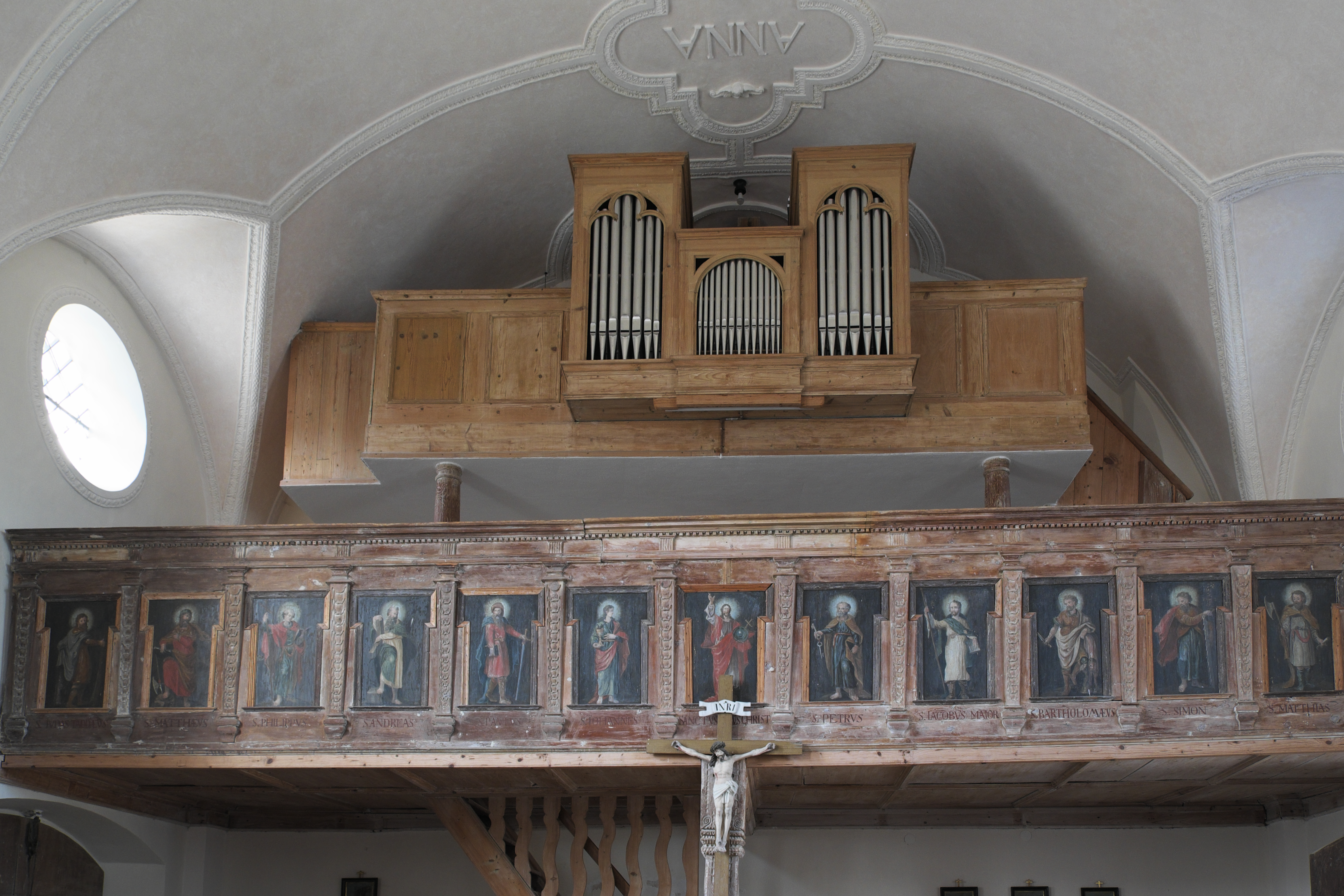
Doppelempore

Den westlichen Abschluss des Langhauses bildet eine Doppelempore, auf der oberen Empore ist die Orgel eingebaut. Die untere Empore wird von einem Holzpfeiler getragen, an dem ein Kruzifix angebracht ist. Die holzgeschnitzte Brüstung wird durch Schuppenpilaster in Felder gegliedert, die mit den Darstellungen der zwölf Apostel versehen sind. Die Gemälde werden um 1680 datiert.

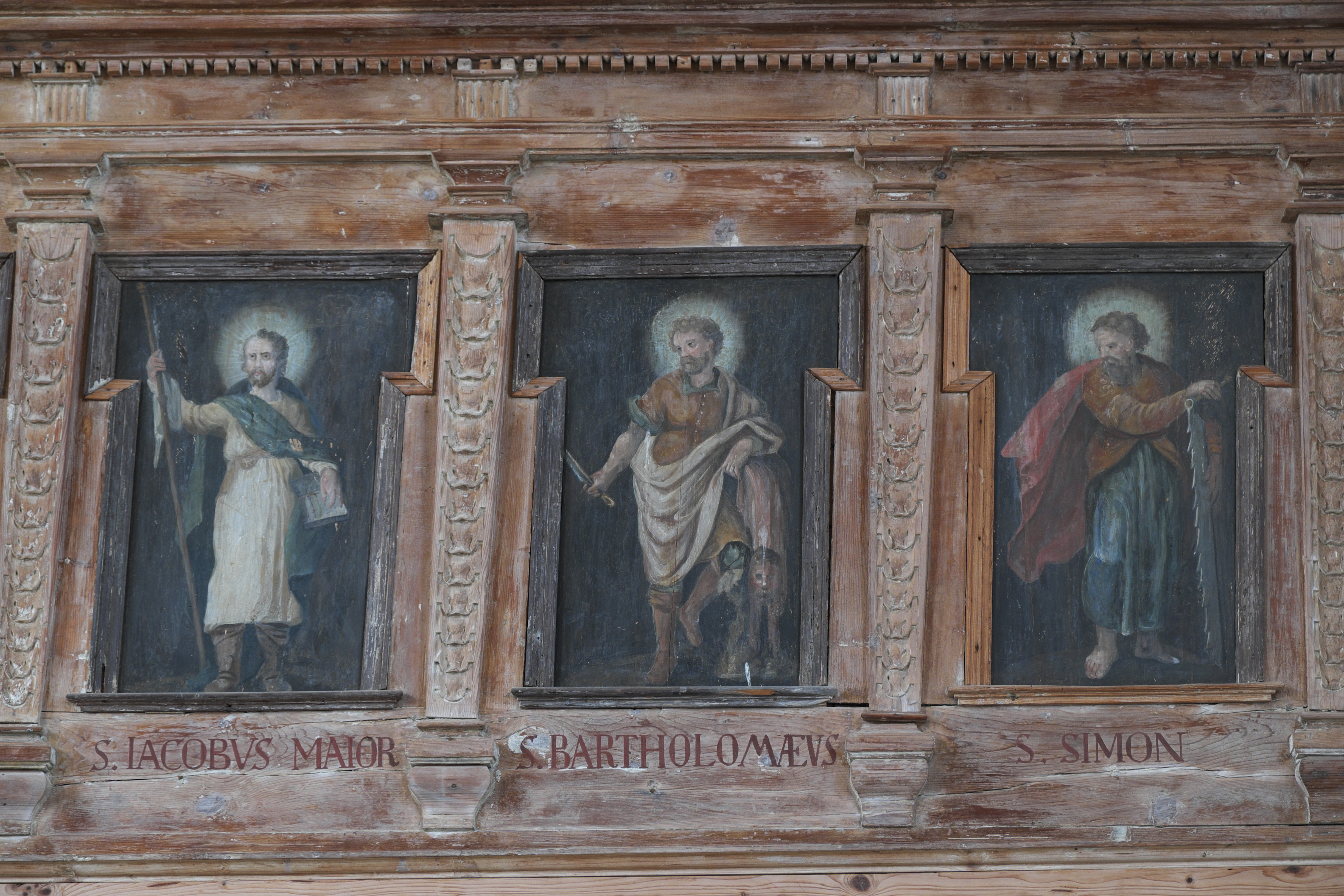
Apostel Jakobus, Bartholomäus, Simon
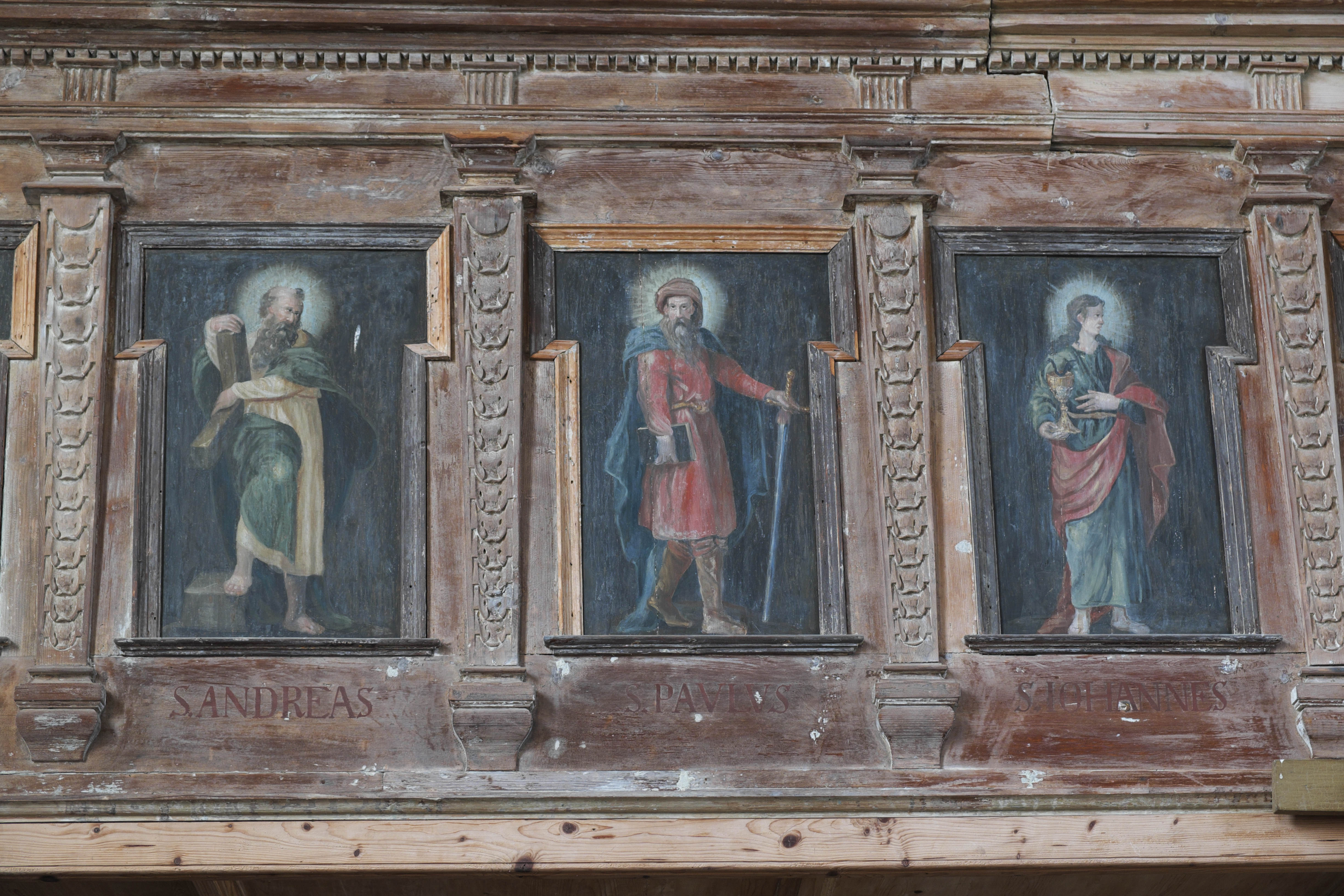
Apostel Andreas, Paulus, Johannes
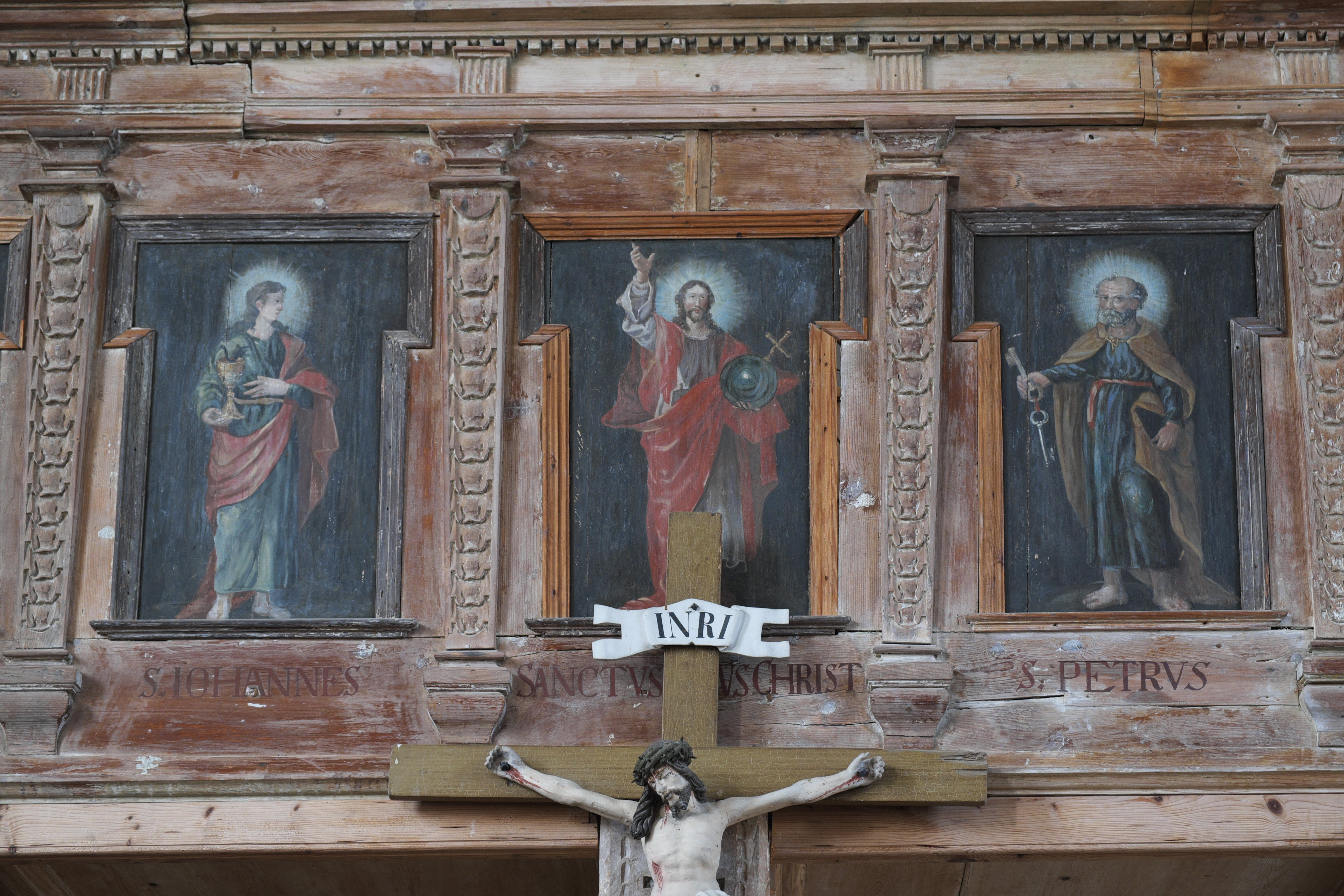
Apostel Johannes und Petrus, in der Mitte Jesus

## Ausstattung

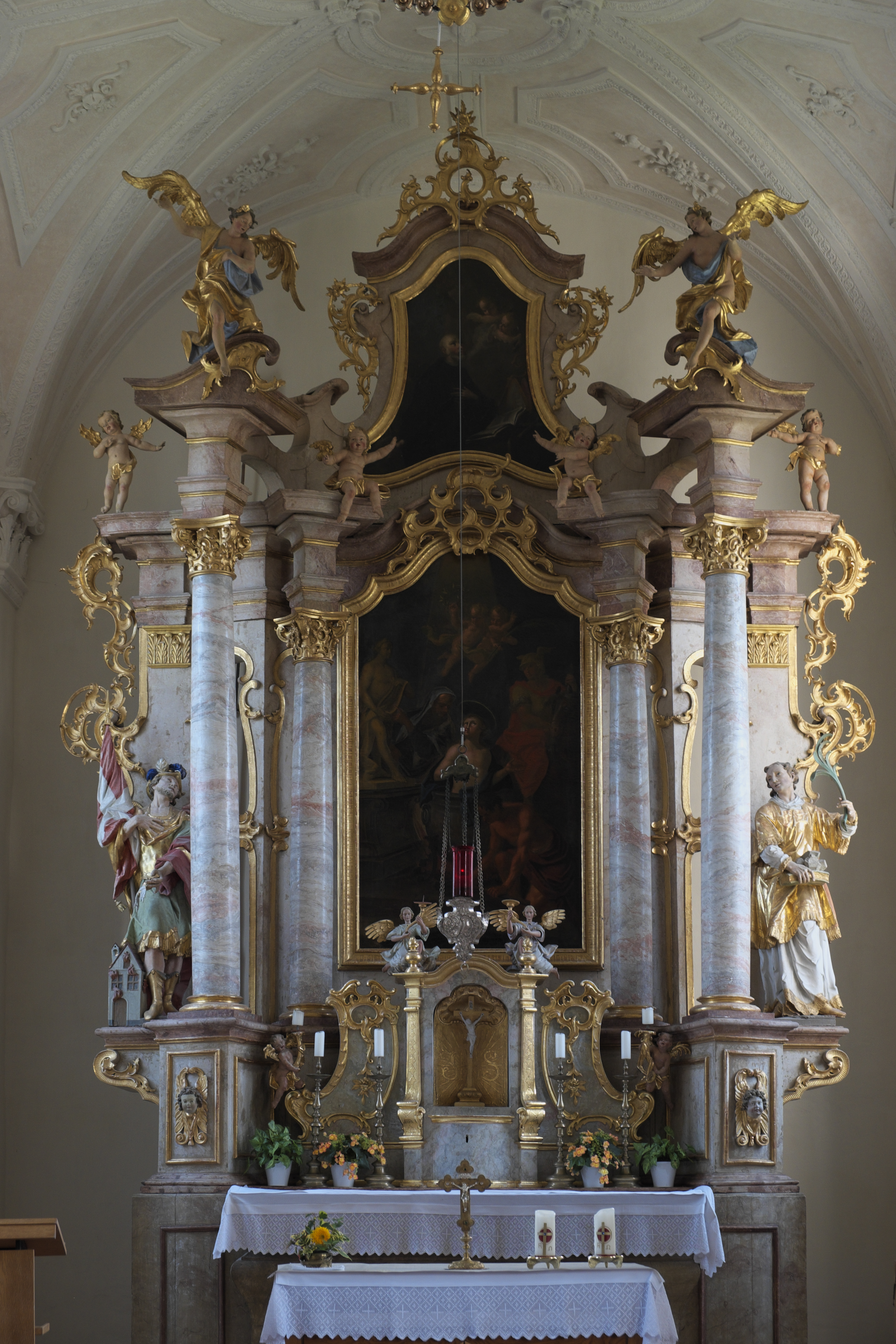
Hochaltar

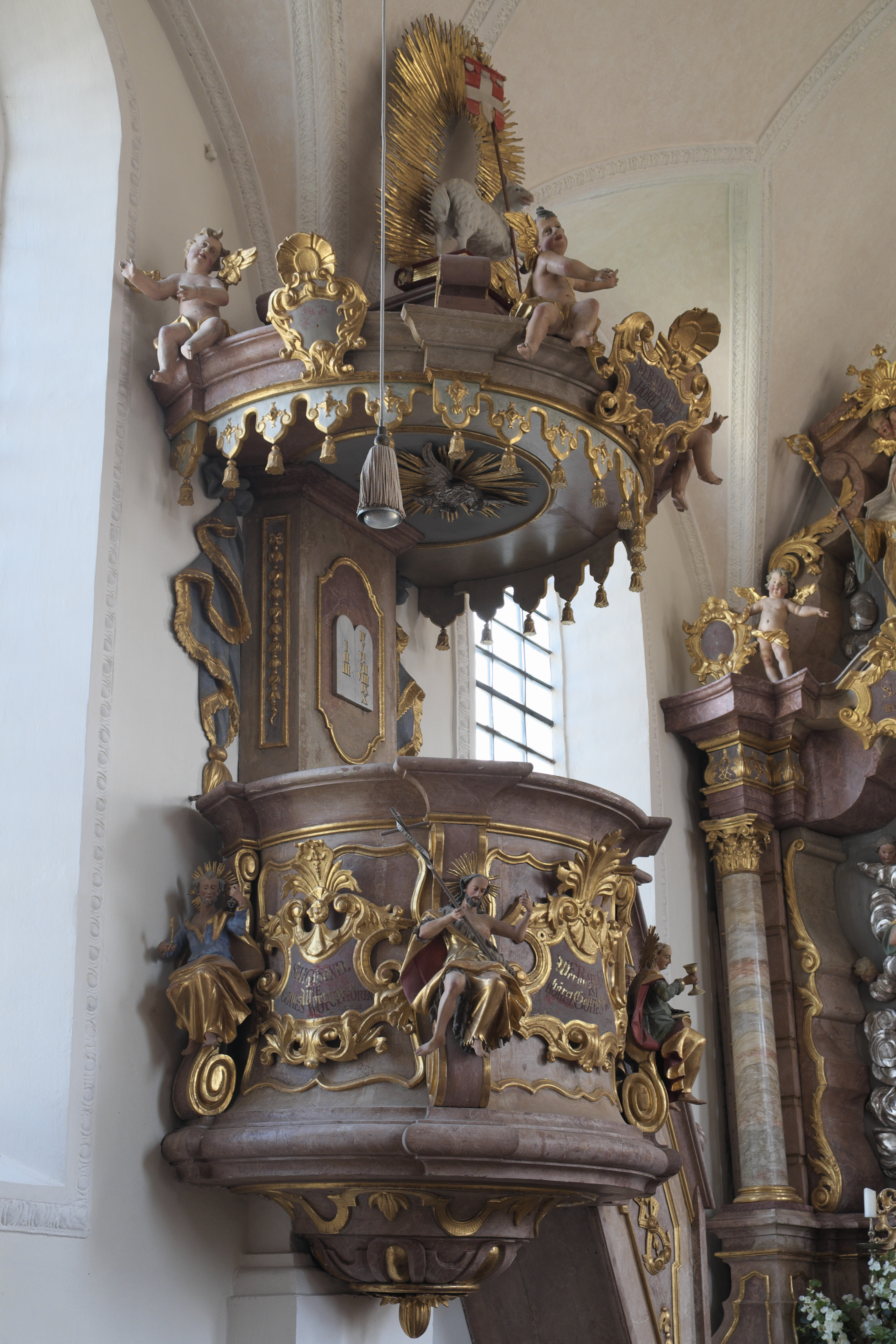
Kanzel

- Der Hochaltar stammt aus der Zeit um 1770. Er wird von vier Säulen gerahmt, das Altarblatt stellt das Martyrium des heiligen Vitus, des Schutzpatrons der Kirche, dar. Die seitlichen Figuren des heiligen Florian und des heiligen Stephanus wurden wie die Gebälkengel von dem Bildhauer Christian Jorhan dem Älteren ausgeführt.
- Die beiden Seitenaltäre im Stil des frühen Rokoko wurden um 1740 ursprünglich für die Wallfahrtskirche Maria Thalheim angefertigt. Auf dem nördlichen Seitenaltar stehen in der Mittelnische die Figur der heiligen Ursula, die in kostbares Gewand gekleidet ist und eine Krone auf dem Haupt trägt, und in der Auszugsnische die heilige Odilia, die den Äbtissinnenstab in der rechten Hand und in der linken Hand ein Buch hält, auf dem zwei Augen liegen. In der Mittelnische des südlichen Altars steht der heilige Leonhard mit Abtsstab und Viehkette, im Auszug sieht man den heiligen Nikolaus.
- Aus der Zeit des frühen Rokoko stammt auch die Kanzel. Der Schalldeckel ist am Rand mit Putten besetzt und wird vom Lamm Gottes bekrönt. An der Kanzelrückwand sind die Gesetzestafeln angebracht und am Kanzelkorb sieht man rechts und links außen die Skulpturen der Apostel Petrus und Paulus und in der Mitte links Johannes den Täufer und rechts den Apostel Johannes.
- Die barocke Rosenkranzmadonna, die vor dem Chorbogen hängt, wird in das späte 17. Jahrhundert datiert.
- Das Votivbild an der Nordwand des Langhauses stellt den heiligen Leonhard als Viehpatron dar, im Hintergrund ist der Ort Grucking zu erkennen. Das Gemälde ist mit der Jahreszahl 1728 datiert.
- Die Orgel stammt von Jakob Müller aus dem Jahr 1875. Sie umfasst sechs Register auf einem Manual und Pedal.

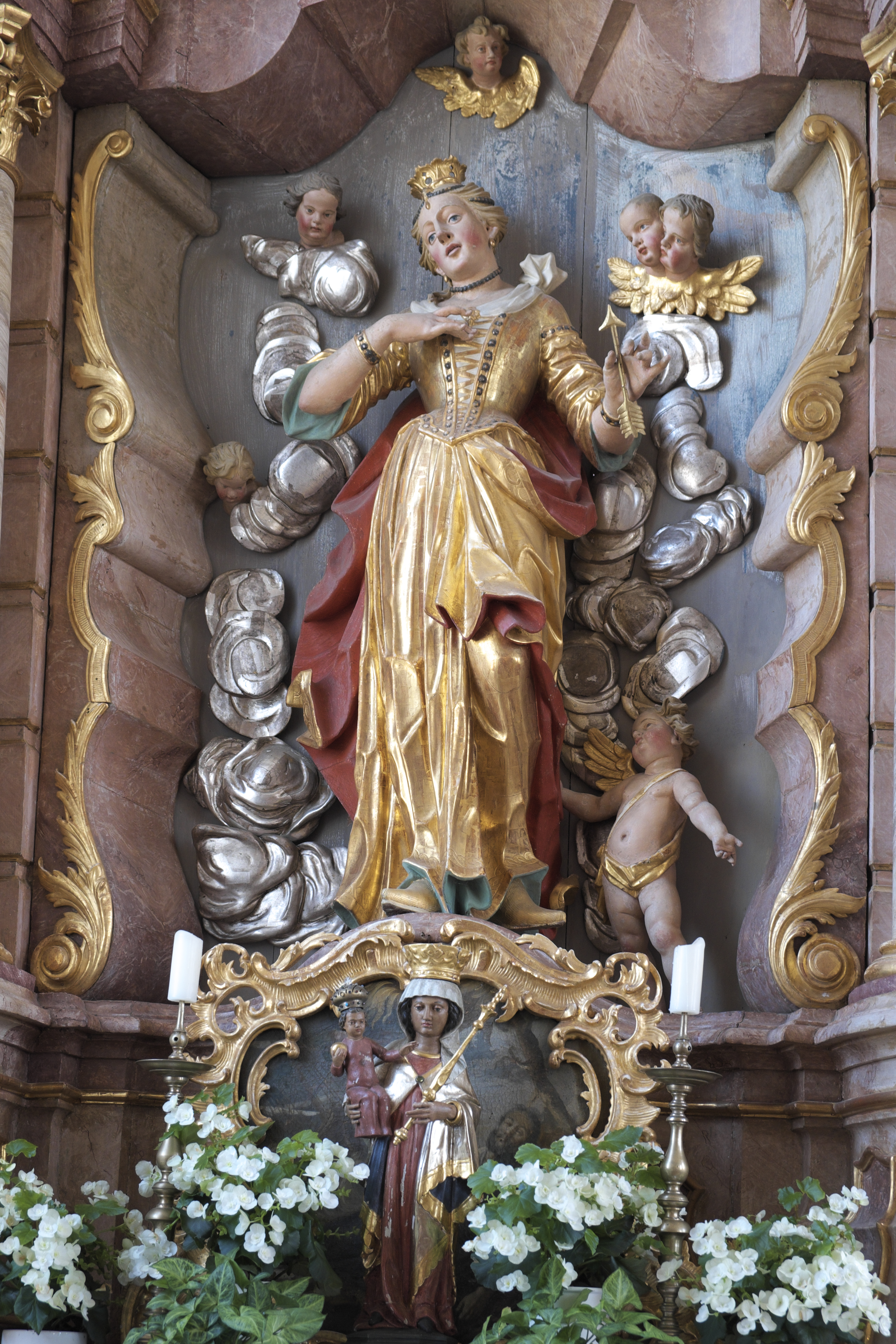
Ursulaaltar
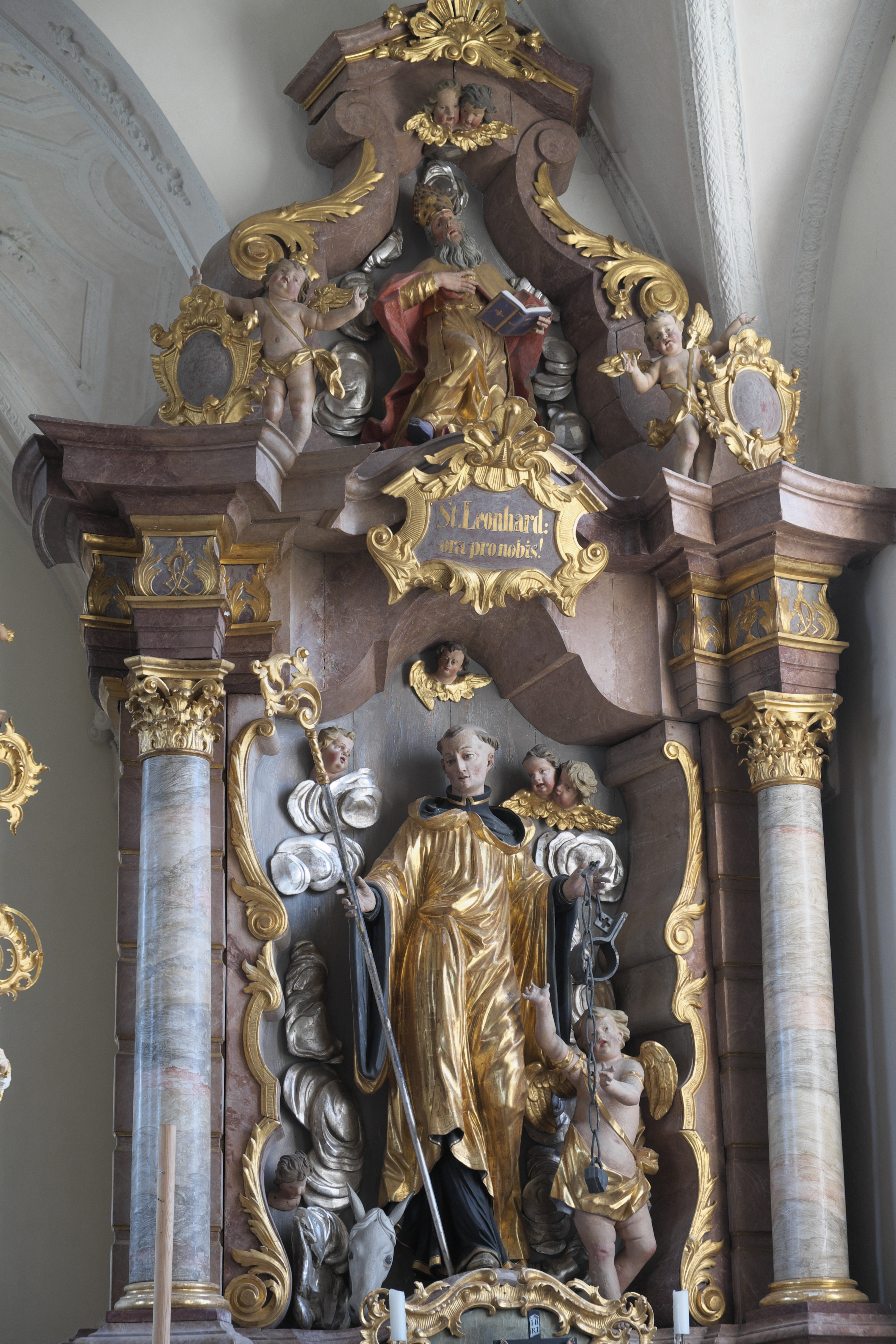
Leonhardaltar
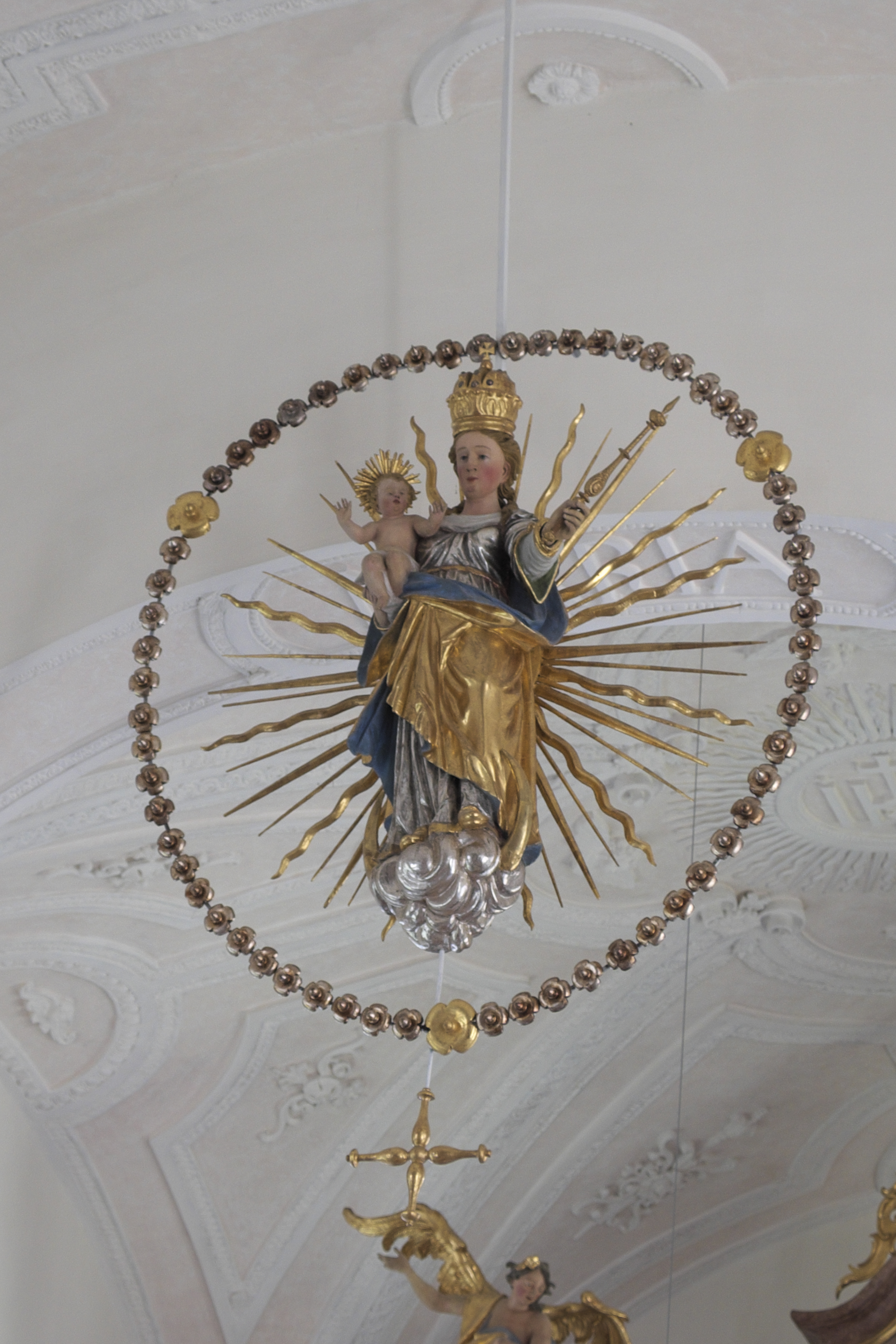
Rosenkranzmadonna
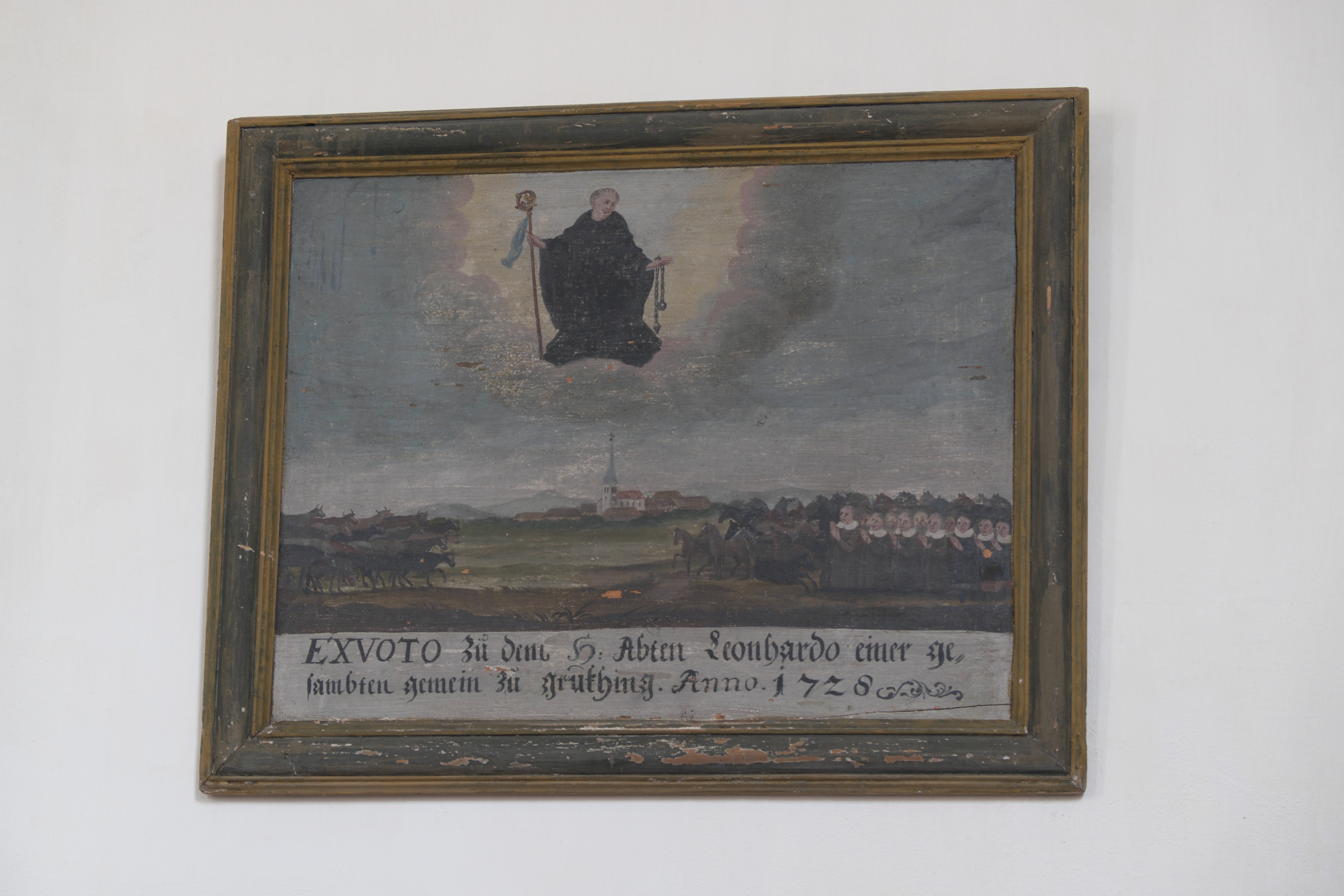
Votivbild